# Hylobates lar carpenteri

El Gibón de Carpenter (Hylobates lar carpenteri) es una subespecie en peligro de extinción del gibbon de manos blancas, también conocido como el gibbon lar. Está catalogado como una especie en peligro porque se cree que ha sufrido una disminución de más del 50% en las tres generaciones anteriores debido a la pérdida de hábitat forestal y la pérdida de individuos maduros por la caza. El nombre subespecífico rinde homenaje al primatólogo Clarence R. Carpenter.